# Umbrella Academy
Pour la série télévisée, voir Umbrella Academy.
Umbrella Academy est une bande dessinée écrite par Gerard Way et dessinée par Gabriel Bá. La première série limitée de six numéros, Umbrella Academy : La Suite apocalyptique a été publiée par Dark Horse Comics entre le 13 septembre 2007 et le 20 février 2008. Elle a remporté le prix Eisner 2008 de la meilleure série limitée. Une deuxième série, Umbrella Academy : Dallas, a suivi en 2008. Après une pause, la série est revenue en 2018 avec Umbrella Academy : Hôtel Oblivion sortie entre le 3 octobre 2018 et le 12 juin 2019. La production d'une quatrième saison est en cours depuis début novembre 2023 mais aucune date de sortie n'a encore été communiquée.  La série a été traduite en français par Delcourt.
Le 15 février 2019, une adaptation télévisée, reprenant l'univers du comic book et développée par Steve Blackman (en), a été diffusée sur Netflix. En juin 2019, Dark Horse Comics a annoncé son partenariat avec Studio71, créateur de The Binding of Isaac: Four Souls (en) et Joking Hazard, pour créer un jeu de cartes basé sur Umbrella Academy, qui sera lancé sur Kickstarter début 2020.

## Synopsis
Alors que se déroulait un combat de catch historique le premier jour d'octobre 1989, 43 enfants dotés de pouvoirs surprenants voient le jour en même temps un peu partout à travers le monde. Sir Reginald Hargreeves, un inventeur richissime, recherche et adopte sept de ces enfants dans le but de sauver le monde.
Les enfants grandissent et accumulent les exploits au sein de l'Umbrella Academy. Pourtant le groupe finit par être dissous. Les enfants ont grandi et vivent leur vie chacun de leur côté.
Plusieurs années plus tard, six membres sur sept de la famille se retrouvent pour l'enterrement de leur père adoptif. Au même moment survient une menace pour la planète.

## Personnages
- Le Monocle (Sir Reginald Hargreeves) : père adoptif des sept enfants, c'est un entrepreneur, un scientifique de renom et un extraterrestre. La série lui attribue l'invention du télé-ascenseur, du parapluie-téléphone-portable et des céréales « Cortex Crack ». Il fut aussi Prix Nobel grâce à ses recherches qui ont permis d'accroître la capacité cérébrale du chimpanzé, et médaillé d'or olympique d'escrime. Il était très froid dans l'éducation des enfants et refusait de laisser les enfants l'appeler père, préférant plutôt qu'ils l'appellent Le Monocle. Lorsqu'il parlait aux enfants, il s’adressait à eux par leur numéro. C'est lui-même qui leur avait donné ces numéros pour des raisons pratiques.

### Les enfants
Il est à noter que chacun des sept enfants est désigné le plus souvent par un matricule plutôt que par son nom. En plus de ce matricule, chacun possède un surnom.
- No 01, Spaceboy (Luther Hargreeves) : c'est le chef de l'Umbrella Academy. Il est doté d'une force et d'une résistance hors du commun. Après une expédition désastreuse sur Mars, le Monocle a greffé la tête de Spaceboy au corps d'un gorille martien.  Avec ce corps, Spaceboy peut résister au vide et au froid de l'espace tant qu'il porte un casque.  Spaceboy utilise souvent un jetpack et son arme de prédilection est un pistolet à rayons.  Après sa carrière à la Umbrella Academy, il s’installe sur la Lune et habite à l’avant-poste de Annihilation Control. Sur la lune, Luther est assisté par un majordome robotique du nom de Ben. Tel que révélé dans Dallas, Spaceboy et The Boy (numéro cinq) sont des frères jumeaux.

- No 02, Kraken (Diego Hargreeves) : il est capable de retenir sa respiration indéfiniment et présente de bonnes aptitudes au combat rapproché et au maniement du couteau. Il est très insolent, ne respecte pas les règles et a un penchant pour la bagarre. Spaceboy et lui ont une rivalité très nette et Kraken ne semble pas disposé à accepter ses ordres. Il ressemble plus à un super-héros tel que Batman dans la mesure où il effectue des patrouilles régulières. Adolescent, il était bassiste dans un groupe appelé Prime-8s, avec Body (l'assistant de l'inspecteur Lupo) et Vanya Hargreeves. On apprend qu'il est gaucher dans la nouvelle Anywhere but Here, alors qu'il joue de la basse pour gaucher. Il semble qu'il entretienne un amour secret pour sa sœur adoptive, Vanya[1].

- No 03, Rumeur (Allison Hargreeves) : elle a la capacité de faire se réaliser des événements rien qu'en les énonçant et à la simple condition qu'elle commence sa phrase par J'ai entendu une rumeur.... Après sa carrière à la Umbrella Academy, elle a épousé son petit ami Patrick et a eu une fille nommée Claire.  Le couple a depuis divorcé et Patrick a la garde complète de leur fille. Elle est romantiquement liée à son frère adoptif, Spaceboy, mais leur amour l'un pour l'autre n'est pas consommé, car Spaceboy se voit lui-même comme une monstruosité à cause de son corps de gorille martien. Elle est décrite comme narcissique, ce qu'elle avoue d'ailleurs clairement dans le volume deux Dallas. Sa main gauche est cybernétique, le Dr Terminal ayant dévoré sa main d'origine lorsqu'elle était enfant. Rumeur a eu les cordes vocales sectionnées par Vanya, ce qui  l'a rendue muette et a rendu son pouvoir inutilisable, cependant, dans le deuxième tome, les agents du Tempus Aeternalis feront réparer ses cordes vocales. Elle est la responsable du meurtre du président Kennedy.

- No 04, Séance (Klaus Hargreeves) : il est télékinésiste, peut léviter et communiquer avec les morts. Toutefois, ses pouvoirs ne fonctionnent que s'il est pieds nus et sobre. Il a le teint très pâle et dans ses mains sont tatoués les mots "Hello" et "Goodbye". Plus jeune il a consommé beaucoup de drogues en tout genre, ce qui lui a valu plusieurs séjours en désintoxication. Dans "Dallas", on voit Klaus tenir un bébé vietnamien qui se révèle être le sien.

- No 05, No 5 : il a le pouvoir de voyager dans le temps. À l'âge de 13 ans, il fait une fugue et explore l'avenir. Sir Reginald Hargreeves a averti qu'il « pourrait ne jamais revenir en arrière » ; il lui a fallu 45 ans pour découvrir comment remonter dans le temps. Il a vieilli physiquement normalement au cours de cette période, mais il a conservé son apparence de 13 ans à son retour dans le passé, bien que ses frères et sœurs adoptifs aient 29 ans. Son corps est apparemment coincé dans le temps et ne peut pas vieillir, car les examens médicaux prouvent qu'il n'y a aucun signe de croissance cellulaire, ni de mort. Dans le tome 2, Dallas, on apprend que No 5 fut employé par une agence d'assassins chargés d'éliminer toute anomalie dans le continuum espace-temps et que Spaceboy et No 5 sont jumeaux. Il a un chiot nommé Mr Pennycrumb.

- No 06, Horreur (Ben Hargreeves) : il a l'apparence d'un enfant mais possède des tentacules semblables à ceux d'une pieuvre sur son ventre. Il est décédé, mais aucune information sur sa mort n'est donnée. Une statue commémorative de lui est située devant l'Académie. Il n'apparait que très peu dans l'histoire. Même s'il est mort depuis le début de la série, il est décrit comme un membre de l'Umbrella Academy.

- No 07, la Viole Blanche (Vanya Hargreeves) : le membre le plus isolé du groupe. Vanya ne présente à l’origine aucun pouvoir particulier à part un intérêt pour la musique. On sait que Vanya a écrit un livre détaillant sa vie à l'Académie et sa décision de partir.  Selon Sir Reginald Hargreeves, elle est la plus puissante d'Umbrella Academy. Lorsqu'elle était encore très jeune, le Monocle a refoulé ses pouvoirs et l'a maintenue sous médication afin de les utiliser, mais ils sont finalement libérés par le chef d'orchestre, ce qui a comme résultat de la rendre folle. Elle est capable de libérer des vagues de force destructrices en utilisant son violon qui peuvent être assez puissantes pour trancher la gorge de quelqu'un ou détruire un bâtiment entier avec une seule note.

### Autres personnages
- Pogo : un chimpanzé capable de parler et doté d'une grande intelligence. Durant son temps à l'Académie, Spaceboy considérait Pogo comme son meilleur ami. Il était également sympathisant à la situation difficile de Vanya lorsque Sir Reginald Hargreeves lui répétait régulièrement qu'elle n'était pas spéciale, car elle n'avait aucun pouvoir apparent. Il a été tué par Vanya lorsque celle-ci, devenue folle, a attaqué le manoir.
- Eudora Patch : une officière de police, détective, amie et ex-petite amie de Diego.
- Grace Hargreeves : un robot conçu pour que les enfants aient une maman.
- Hazel et Cha-Cha : un duo d'assassins extrêmement violents et psychotiques travaillant pour la commission Tempus. Ils portent tous les deux des masques de personnages de dessins animés aux couleurs vives, démontrent un comportement maniaque et psychopathique et un amour des sucreries.  Ils meurent dans "Dallas" lorsque Séance possède Cha-Cha, tue Hazel, puis lui-même (en tant que Cha-Cha).

## Série principale

### Volume 1:La Suite apocalyptique
| Numéro | La Suite apocalyptique                                           | Apocalypse Suite                                    | Date de parution  |
| ------ | ---------------------------------------------------------------- | --------------------------------------------------- | ----------------- |
| 1      | Le Jour où la tour Eiffel devint folle                           | The Day the Eiffel Tower Went Berserk               | 19 septembre 2007 |
| 2      | On ne se voit plus qu'aux mariages et aux enterrements           | We Only See Each Other at Weddings and Funerals     | 17 octobre 2007   |
| 3      | La Réplique du Dr. Terminal                                      | Dr. Terminal's Answer                               | 21 novembre 2007  |
| 4      | Laisse-moi être ton pygmalion                                    | Baby, I'll Be Your Frankenstein                     | 19 décembre 2007  |
| 5      | Merci pour le café                                               | Thank You for the Coffee                            | 21 janvier 2008   |
| 6      | Le Finale ou Mes frères et mes sœurs, je suis une bombe atomique | Finale or Brothers and Sisters, I Am an Atomic Bomb | 20 février 2008   |

L'Umbrella Academy est une équipe de sept enfants surpuissants qui combattent le mal durant une grande partie de leur enfance, sous la tutelle de leur père adoptif Sir Reginald Hargreeves. Mais l'équipe se sépare. Neuf années plus tard, les sept sont de nouveaux réunis à la suite de la mort de leur père. Ils vont alors devoir faire face à une terrible menace.

### Volume 2:Dallas
| Numéro | Dallas                                           | Dallas                                           | Date de parution |
| ------ | ------------------------------------------------ | ------------------------------------------------ | ---------------- |
| 1      | La Jungle                                        | The Jungle                                       | 26 novembre 2008 |
| 2      | Boy Scouts                                       | Boy Scouts                                       | 24 décembre 2008 |
| 3      | Télévision ou Dieu, tu es là ? C'est moi, Klaus. | Television or Are You There, God? It's Me, Klaus | 28 janvier 2009  |
| 4      | Une vie idéale                                   | A Perfect Life                                   | 25 février 2009  |
| 5      | Tous les animaux du zoo                          | All the Animals in the Zoo                       | 25 mars 2009     |
| 6      | Le monde n'a pas besoin de toi                   | The World is Big Enough Without You              | 25 avril 2009    |

Une nouvelle menace émerge, menaçant d'altérer l'histoire et de détruire la planète. Cette mission est taillée sur mesure pour l'Umbrella Academy. Pourtant, aucun de ses membres ne semble être vraiment concerné, chacun ayant du mal à se remettre de ce qu'il a vécu durant La Suite apocalyptique. 

### Volume 3:Hôtel Oblivion
| Numéro | Hotel Oblivion                            | Hotel Oblivion                    | Date de parution |
| ------ | ----------------------------------------- | --------------------------------- | ---------------- |
| 1      | Le Mal                                    | Evil                              | 3 octobre 2018   |
| 2      | Petits soldats dans une maison de poupées | Miniature War in a Miniature Home | 7 novembre 2018  |
| 3      | Violence                                  | Violence                          | 5 décembre 2018  |
| 4      | Le Labyrinthe                             | The Labyrinth                     | 2 janvier 2019   |
| 5      | Libres                                    | Free                              | 6 février 2019   |
| 6      | Cette peur indicible                      | The Fear You Cannot Speak         | 27 mars 2019     |
| 7      | Réunion                                   | Reunion                           | 12 juin 2019     |

Le Magicien du meurtre, une fois neutralisé par l'Umbrella Academy comme raconté dans Le passé n'en a pas fini avec toi…, a été enfermé par Sir Reginald Hargreeves dans l'hôtel Oblivion, situé dans une dimension de poche. Près de vingt ans après, il parvient à en sortir, ce qui permet à tous les autres malfrats également enfermés de s'en échapper. L'Umbrella Academy va devoir faire face à cette nouvelle menace.

## Histoires courtes

### Mon Dieu!
| Nombre de pages | Titre (français) | Titre (langue originale) | Date de parution |
| --------------- | ---------------- | ------------------------ | ---------------- |
| 2               | Mon Dieu !       | Mon Dieu!                | 2 novembre 2006  |

Une machine à voyager dans le temps actionnée par no 5 fait vivre à Séance une brève expérience de chevalier français durant une guerre au Moyen Âge.

### Le passé n'en a pas fini avec toi…
| Nombre de pages | Titre (français)                   | Titre (langue originale)             | Date de parution |
| --------------- | ---------------------------------- | ------------------------------------ | ---------------- |
| 12              | Le passé n'en a pas fini avec toi… | …But the Past Ain’t Through with You | 5 mai 2007       |

Spaceboy, Séance et Rumeur découvrent dans une allée un corps sans vie qui semble être celui de Rumeur ! Ils apprennent un peu plus tard que le Magicien du meurtre et son assistante sont les coupables mais également que leur père adoptif a quelque chose à voir avec toute cette affaire...

### Safe & Sound
| Nombre de pages | Titre (français) | Titre (langue originale) | Date de parution |
| --------------- | ---------------- | ------------------------ | ---------------- |
| 8               |                  | Safe & Sound             | juillet 2007     |

Kraken est aux prises avec une diseuse de bonne aventure et sa boule de cristal, pour empêcher le meurtre de la fille du maire.

### Le plus loin possible
| Nombre de pages | Titre (français)      | Titre (langue originale) | Date de parution |
| --------------- | --------------------- | ------------------------ | ---------------- |
| 8               | Le plus loin possible | Anywhere but Here        | 10 février 2009  |

Kraken et la Viole Blanche font partie d'un groupe de musique. Mais leur père trouve que cette activité nuit aux missions de Kraken et il décide d'envoyer sa fille adoptive à Paris pour étudier la musique classique. Mais les deux musiciens ne semblent pas vouloir suivre les volontés de leur père...

## Les Contes de la Umbrella Academy
Une série dérivée intitulée Les Contes de la Umbrella Academy a été annoncée en 2019. La série a été lancée avec un numéro unique Hazel and Cha-Cha Save Christmas écrit par Gerard Way et Scott Allie avec des illustrations de Tommy Lee Edwards le 20 novembre 2019.
En 2020, Dark Horse Comics a annoncé une mini-série en six numéros, Tu pues la mort !, écrite par Gerard Way et Shaun Simon (en) avec des illustrations d'Ian Culbard. Le premier numéro est sorti le 16 septembre 2020.

## Recueils
Tous les albums ont été édités par Dark Horse Comics pour la version originale et par Delcourt pour la version en français.
| Numéro                            | Titre                  | Épisodes (français)                | Épisodes (langue originale)          | Auteurs                                                          | Première édition (français)                | Deuxième édition (français)              | Première édition (langue originale)     |
| --------------------------------- | ---------------------- | ---------------------------------- | ------------------------------------ | ---------------------------------------------------------------- | ------------------------------------------ | ---------------------------------------- | --------------------------------------- |
| Umbrella Academy                  |                        |                                    |                                      |                                                                  |                                            |                                          |                                         |
| 1                                 | La Suite apocalyptique | La Suite apocalyptique #1-6        | Apocalypse Suite #1-6                | Gerard Way (scénario) Gabriel Bá (dessin) Dave Stewart (couleur) | 25 mars 2009 (ISBN 978-2-7560-1717-4)      | 27 février 2019 (ISBN 978-2-413-01974-9) | 22 juillet 2008 (ISBN 978-1593079789)   |
| 1                                 | La Suite apocalyptique | Mon Dieu !                         | Mon Dieu!                            | Gerard Way (scénario) Gabriel Bá (dessin) Dave Stewart (couleur) | 25 mars 2009 (ISBN 978-2-7560-1717-4)      | 27 février 2019 (ISBN 978-2-413-01974-9) | 22 juillet 2008 (ISBN 978-1593079789)   |
| 1                                 | La Suite apocalyptique | Le passé n'en a pas fini avec toi… | …But the Past Ain’t Through with You | Gerard Way (scénario) Gabriel Bá (dessin) Dave Stewart (couleur) | 25 mars 2009 (ISBN 978-2-7560-1717-4)      | 27 février 2019 (ISBN 978-2-413-01974-9) | 22 juillet 2008 (ISBN 978-1593079789)   |
| 2                                 | Dallas                 | Dallas #1-6                        | Dallas #1-6                          | Gerard Way (scénario) Gabriel Bá (dessin) Dave Stewart (couleur) | 3 février 2010 (ISBN 978-2-7560-2150-8)    | 27 février 2019 (ISBN 978-2-413-01973-2) | 13 octobre 2009 (ISBN 978-1595823441)   |
| 2                                 | Dallas                 | Le plus loin possible              | Anywhere but Here                    | Gerard Way (scénario) Gabriel Bá (dessin) Dave Stewart (couleur) | 3 février 2010 (ISBN 978-2-7560-2150-8)    | 27 février 2019 (ISBN 978-2-413-01973-2) | 13 octobre 2009 (ISBN 978-1595823441)   |
| 3                                 | Hôtel Oblivion         | Hôtel Oblivion #1-7                | Hotel Oblivion #1-7                  | Gerard Way (scénario) Gabriel Bá (dessin) Nick Filardi (couleur) | 25 septembre 2019 (ISBN 978-2-413-01296-2) |                                          | 17 septembre 2019 (ISBN 978-1506711423) |
| Les Contes de la Umbrella Academy |                        |                                    |                                      |                                                                  |                                            |                                          |                                         |
| 1                                 | Tu pues la mort !      | Tu pues la mort ! #1-6             | You Look Like Death #1-6             | Gerard Way et Shaun Simon (en) (scénario) Ian Culbard (dessin)   | 25 août 2021 (ISBN 978-2-413-04187-0)      |                                          | 30 mars 2021 (ISBN 978-1506719108)      |

## Fiche technique
- Scénario : Gerard Way.
- Dessin : Gabriel Bá.
- Couleur : Dave Stewart, Nick Filardi.

## Récompenses
La série a remporté en 2008 le prix Eisner de la « Meilleure série limitée » ainsi que le prix Harvey de la « Meilleure nouvelle série ».

## Adaptation
La bande dessinée est adaptée en série télévisée. Le tournage se déroule en 2018 et la première saison a été diffusée sur Netflix le 15 février 2019.

### Documentation
- (en) Tim O'Neil, « The Umbrella Academy: Apocalypse Suite », dans The Comics Journal no 298, Fantagraphics, mai 2009, p. 126-127.
- Paul Gravett (dir.), « Les années 2000 : Umbrella Academy », dans Les 1001 BD qu'il faut avoir lues dans sa vie, Flammarion, 2012 (ISBN 2081277735), p. 861.